# Михаел Вайкат
Михаел Вайкат (на немски: Michael Weikath) е германски китарист, член на групата Helloween.
„Вайки“ е роден в Хамбург, Германия, но живее в Тенерифе. Той един от основателите на групата Helloween. Освен него основатели са и Кай Хансен, Маркус Гроскопф и Инго Швихтенберг. Всичките четирима представляват първичната група.

## Дискография
с Helloween
- Helloween (албум) (1985)
- Walls of Jericho (1985)
- Keeper of the Seven Keys, Part 1 (1987)
- Keeper of the Seven Keys, Part 2 (1988)
- Pink Bubbles Go Ape (1991)
- Chameleon (1993)
- Master of the Rings (1994)
- The Time of the Oath (1996)
- Better Than Raw (1998)
- Metal Jukebox (1999)
- The Dark Ride (2000)
- Rabbit Don't Come Easy (2003)
- Keeper of the Seven Keys: The Legacy (2005)
- Gambling with the Devil (2007)
- Unarmed (2009)
- 7 Sinners (2010)
- Straight out of Hell (2013)